# Russischsprachige Bevölkerungsgruppen in Deutschland
Als russischsprachige Bevölkerungsgruppen in Deutschland werden, unabhängig von ethnischen oder nationalen Zuordnungen, in Deutschland lebende Bevölkerungsgruppen bezeichnet, die auch in Deutschland untereinander überwiegend Russisch sprechen.

## Begriffsgeschichte
Der Begriff „Russischsprachige“ ist der Ukrainerin Nataliya Filatova zufolge ein in der Regierungszeit von Michail Gorbatschow entstandener Neologismus. Ab dem letzten Jahrzehnt des Bestehens der Sowjetunion wurden mit diesem Begriff Menschen bezeichnet, „die Russisch im Alltag sprechen, die aber keine Russen (Vertreter russischer Nationalität) sind, z. B. die russischsprachige Bevölkerung in der Ukraine oder in den baltischen Staaten.“ Damit wurde dem Umstand Rechnung getragen, dass nicht alle, die in der Sowjetunion und in deren Nachfolgestaaten hauptsächlich Russisch sprachen, als „Russen“ eingestuft werden dürfen.

## Überblick

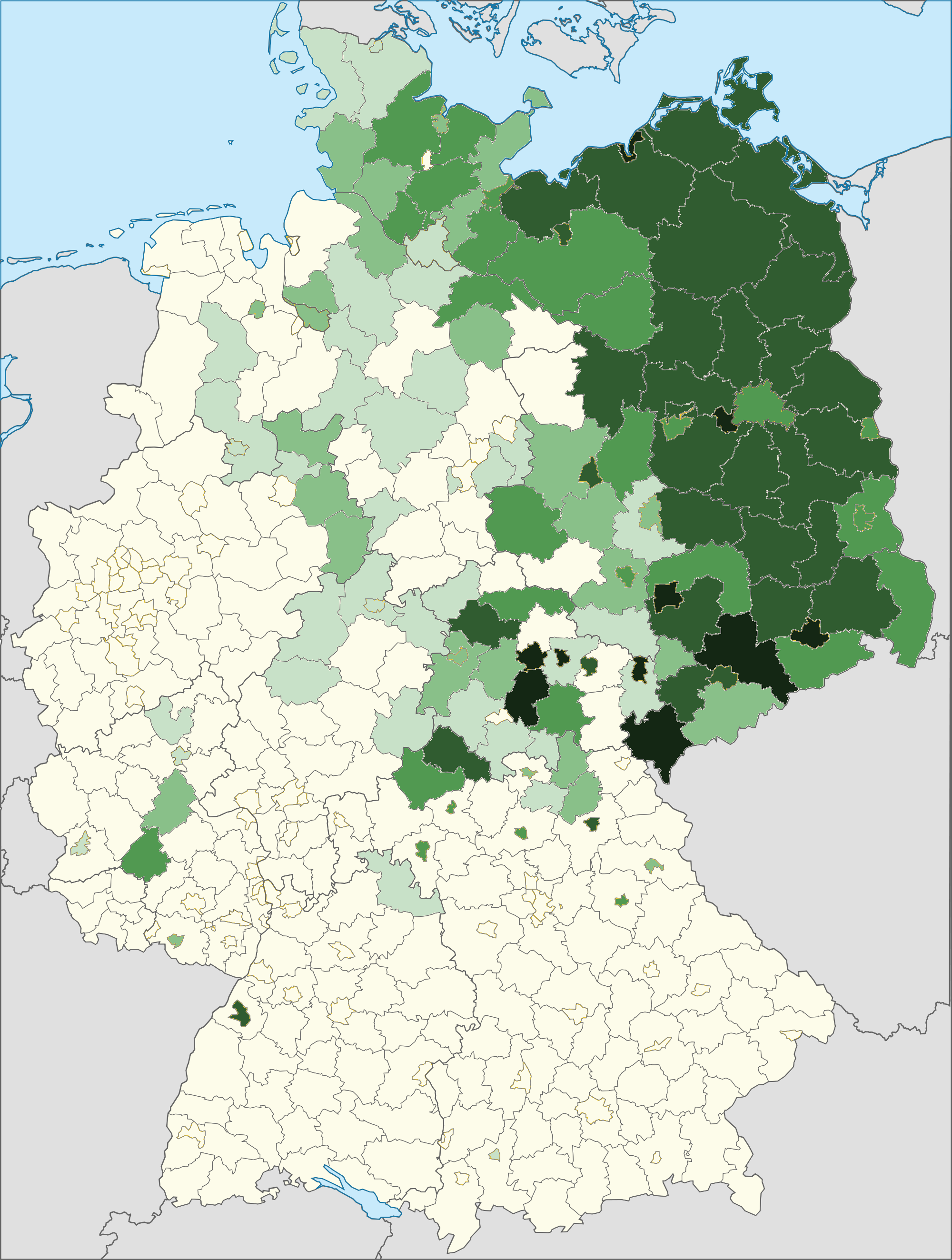
Relative Häufigkeit der russischen Staatsangehörigkeit auf Kreisebene 2014 im Verhältnis zu anderen ausländischen Bevölkerungsgruppen

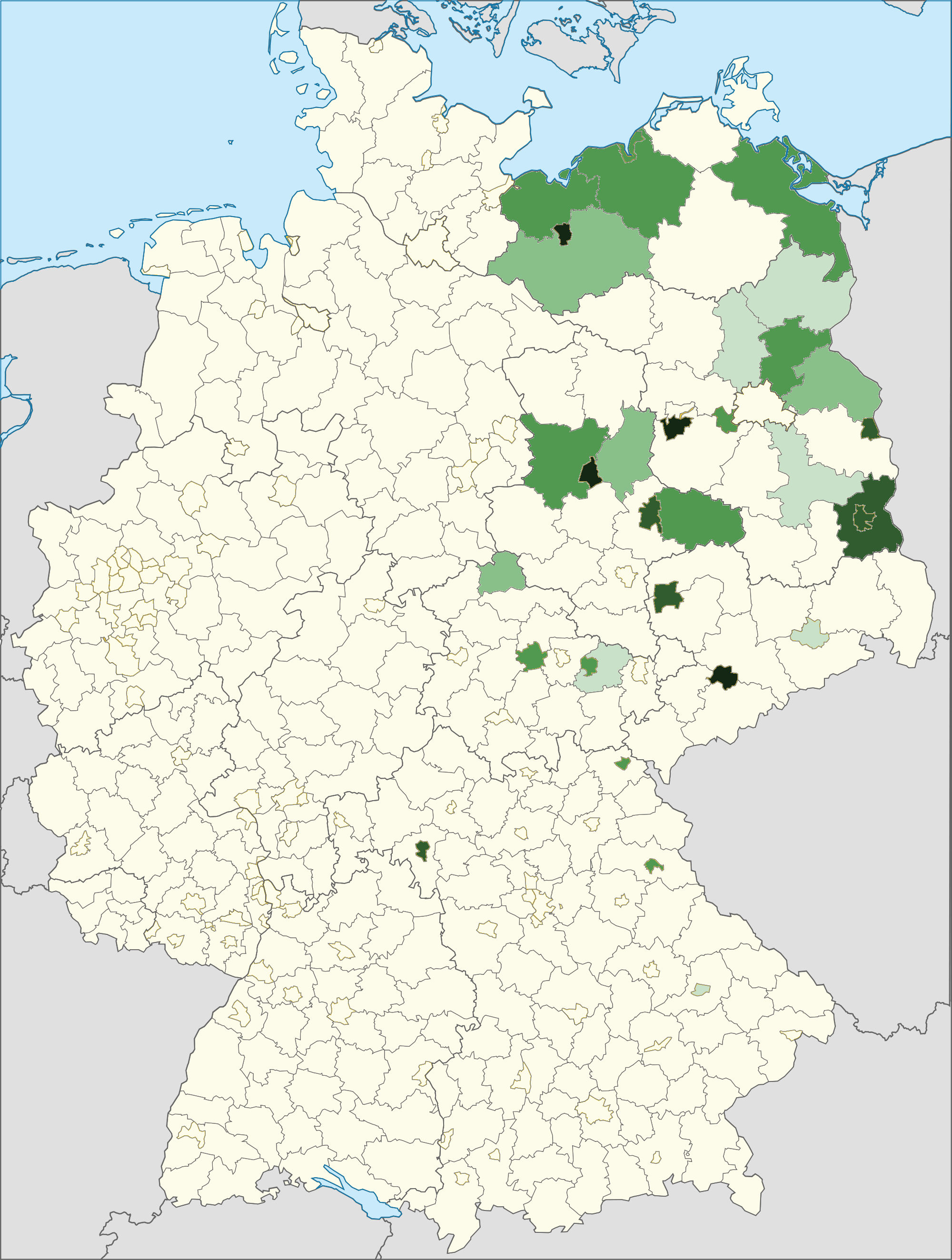
Relative Häufigkeit der ukrainischen Staatsangehörigkeit auf Kreisebene 2014 im Verhältnis zu anderen ausländischen Bevölkerungsgruppen

Nach einem Bericht des Außenministeriums der Russischen Föderation lebten in Deutschland im Jahr 2007 etwa sechs Millionen Russischsprecher, darunter drei Millionen ethnische Russen, die aus den Nachfolgestaaten der Sowjetunion zugewandert seien. Gegen Arefjews Zählweise wendet Wolf Oschlies ein, dass hier „offenkundig eine Verwechselung vor[liegt]: Man stellt sich Deutschland wie das Baltikum, Kasachstan und andere Länder mit starken russischen Volksgruppen vor, übersieht dabei aber, dass die Russischsprachigen in Deutschland [...] kein großes Interesse daran haben, ihre russische Sprachkompetenz zu bewahren und an nachfolgende Generationen weiterzugeben.“
Im Jahr 2012 waren von den drei Millionen aus der ehemaligen Sowjetunion nach Deutschland Zugewanderten 500.000 russische Staatsbürger. Die Zuwanderer kamen in den Jahren kurz vor und nach dem Zerfall des Ostblocks bzw. der Sowjetunion nach der Wiedervereinigung nach Deutschland. Die meisten reisten als Russlanddeutsche oder als russischsprachige Juden bzw. als deren Familienangehörige ein (darunter viele Russen, Ukrainer, Weißrussen und Menschen aus anderen Völkern der ehemaligen UdSSR). Viele der ethnischen Russen, vor allem die Jüngeren und Gebildeteren unter ihnen, wollen sich Oschlies zufolge „so rasch wie möglich in ihre neue Umgebung integrieren und sich kulturell assimilieren. Sie wollen gar nicht als Russen erkannt werden, verschweigen ihre russische Herkunft und als ‚Propagandisten‘ für Sprache und Kultur der Russen sind sie ein Totalausfall.“ Auch Arefjew sieht einen stetigen starken Rückgang der Russischsprecher in Deutschland und Westeuropa. Oschlies’ These, wonach Menschen, die mit der russischen Sprache aufgewachsen sind, in Deutschland schnell auf deren Gebrauch verzichteten und wonach eine solche Assimilation positiv zu bewerten sei, widerspricht Natalie Hübner in einer Studie für die Fachhochschule Köln. Für Hübners These spricht, dass Personen, die auch Russisch sprechen können, in der stark exportorientierten deutschen Wirtschaft Wettbewerbsvorteile gegenüber Personen haben, auf die das nicht zutrifft, und dass das immer mehr Betroffenen bewusst wird.
Der frühere niedersächsische Innenminister Heiner Bartling stellte 2003 fest, dass in den vorangegangenen Jahren bei den Spätaussiedlern der Anteil der deutschstämmigen Familienangehörigen auf 25 Prozent (bei folglich 75 Prozent nicht-deutschen Familienangehörigen) gesunken sei. Besonders bei den letzten Aussiedler-Jahrgängen war bei der Einreise in Deutschland weitestgehend Russisch die bevorzugte Umgangssprache. Sie blieb es für viele auch danach, vor allem in Regionen mit einem hohen Anteil von Zuwanderern aus der ehemaligen Sowjetunion.
Ein relativ neuer Trend besteht darin, dass Deutsche aus Russland, die sich primär als Deutsche betrachten, die spezifischen Sozialisationserfahrungen, die sie selbst oder ihre Vorfahren in der ehemaligen Sowjetunion gemacht haben, in Deutschland pflegen und nutzen. Das betrifft einerseits ihre Russischkenntnisse, die einige als einen wertvollen Teil ihres Humankapitals zu schätzen gelernt haben, andererseits kulturelle Traditionen, die sie in einem von Russen dominierten Umfeld erworben haben, und landeskundliche Kenntnisse.

## Bedeutung der Russischsprachigkeit für Russischsprachige
Der Sender Radio Russkij Berlin, dessen Programm im Großraum Berlin ausschließlich auf Russisch ausgestrahlt wird, bezeichnet auf seiner Website die Russischsprachigkeit seiner Hörer als Grundlage ihrer „kulturellen Identität“. Vor allem im Ausland vereine die russische Sprache alle Nationalitäten der ehemaligen Sowjetunion.

## Geschichte
Bei den Auswanderungen aus Russland und der Sowjetunion nach Deutschland bzw. in den deutschen Sprachraum seit Anfang des 20. Jahrhunderts werden vier Einwanderungswellen unterschieden.
Die erste Welle war die Folge der russischen Revolution 1917. In den 1920er Jahren lebten viele Exilrussen, größtenteils geflohene Gegner der Bolschewiki, Adlige und Bürgerliche aus Mittel- und Oberschicht, im Deutschen Reich, rund 360.000 allein im Raum Berlin. Darunter waren der Schriftsteller Vladimir Nabokov, der Maler und Kunsttheoretiker Wassily Kandinsky und der Unternehmer Lew Leontjewitsch Gorbatschow (ab 1921 Betreiber der Destillation L. Gorbatschow & Co. und späterer Namensgeber der Marke Wodka Gorbatschow). Aus dieser Zeit rührt die umgangssprachliche Bezeichnung Charlottengrad 1918 bis 1941 Synonym für Charlottenburg. Die meisten verließen das Deutsche Reich bereits mehrere Jahre vor der Machtergreifung der Nationalsozialisten 1933.
Zu der zweiten Welle zählen sowjetische Kriegsgefangene und vor allem 200.000 bis 250.000 Verschleppte und Überläufer im Zweiten Weltkrieg, die nach dem Krieg in Deutschland blieben (vgl. auch: Displaced Persons).
Die dritte Welle bestand aus sogenannten Dissidenten – Intellektuelle, deren Werke gegen die Leitlinien der KPdSU verstießen und die deswegen in den Westen ins Exil gingen. Oft verloren sie die sowjetische Staatsbürgerschaft. Darunter waren Philosophen und Schriftsteller, Lew Kopelew, Alexander Sinowjew, Friedrich Gorenstein und Wladimir Woinowitsch. Diese Welle hatte ihren Höhepunkt in den 1970er und 1980er Jahren. Außerdem gelang es einigen Sowjetbürgern während des so genannten Kalten Krieges, sich in der Bundesrepublik Deutschland niederzulassen.
Die vierte Welle schließlich begann ebenfalls nach dem Zweiten Weltkrieg und nahm erst mit der Perestroika-Ära Ende der 1980er Jahre Massencharakter an. Die große Welle dauerte bis Mitte/Ende der 1990er Jahre an (seit 1995 von Jahr zu Jahr stark abnehmend). In dieser Zeit sind vergleichsweise mehr Menschen als bisher nach Deutschland gekommen. Im Gegensatz zu den bisherigen Einwanderungswellen lassen sich die heutigen Einwanderer aus Russland weniger klar charakterisieren, die Mischung ist viel bunter. Der größte Teil der nach Deutschland kommenden Russen besteht aus russischen Familienangehörigen von Juden oder Russlanddeutschen, welche selbst wiederum Wert auf ihre deutsche Nationalität legen, die sie von anderen Einwanderern (auch ihren mitreisenden russischen Verwandten) unterscheidet, obwohl auch Russlanddeutsche in der Regel schon 1990 bei ihrer Einreise nach Deutschland besser Russisch als Deutsch sprachen. Da die als solche anerkannten Russlanddeutschen „Deutsche“ im Sinne von Art. 116 GG und „deutsche Volkszugehörige“ im Sinn von § 6 BVFG sind und bei der Einreise automatisch deutsche Staatsbürger werden, können auch die mitreisenden russischen Familienangehörigen als Ehepartner von Deutschen erleichtert eingebürgert werden.
Angesichts des russischen Überfalls auf die Ukraine am 24. Februar 2022 stellt sich die Frage nach der Loyalität von Menschen, die oder deren Vorfahren aus der Sowjetunion oder einem ihrer Nachfolgestaaten nach Deutschland zugewandert sind, gegenüber Staatspräsident Putin. Jannis Panagiotidis von der Universität Wien, Spezialist für postsowjetische Migration in Deutschland, spricht in einem Interview von einer „Community“ Russischsprachiger und von „russischstämmigen Deutschen“. Nur eine Minderheit halte „in Treue zu Putin“. Es handele sich dabei zumeist um Menschen, die bei der Einreise nach Deutschland „kein Deutsch sprachen und sich nicht wirklich in die deutsche Gesellschaft integriert fühlen. Sie informieren sich fast ausschließlich über russische Staatsmedien und sind besonders intensiv der migrationsfeindlichen und nationalistischen Propaganda des Kreml ausgesetzt“. Im Jahr 2016 (also nach der Annexion der Krim durch Russland) sei festgestellt worden, dass 17 Prozent der Menschen aus der ehemaligen Sowjetunion „eher russlandtreu“ seien. Jüngere neigten stärker als Ältere dazu, generell autoritäre Obrigkeitsstaaten abzulehnen, also auch das politische System Russlands. Panagiotidis hält es für schwierig, innerhalb der „Community“ eine saubere Unterscheidung zwischen russischsprachigen Migranten und Deutschen aus Russland vorzunehmen (die er „Exilrussen“ und „Russlanddeutsche“ nennt), „da in vielen Familien ein Teil einen russlanddeutschen Hintergrund hat und der andere einen russischen oder ukrainischen“. Laut einer Umfrage des DeZIM-Institut sehen aus Russland eingewanderte und deren Nachfahren den Krieg „nur geringfügig anders als andere Bevölkerungsgruppen“.

## Rechtliche Grundlagen für die „vierte Welle“
Seit dem Beginn der Perestroika 1986 zogen erste größere Gruppen von Bürgern der Sowjetunion nach Deutschland. Dabei wird zwischen deutschen Aussiedlern (seit dem 1. Januar 1993 Spätaussiedler) sowie ihren russischen Angehörigen auf der einen Seite und jüdischen Kontingentflüchtlingen auf der anderen Seite unterschieden.
Die ausgesiedelten Russlanddeutschen und ihre nicht-deutschen Familienangehörigen werden als Deutsche im Sinne des Grundgesetzes behandelt. Sie haben daher unmittelbar nach der Einreise einen Anspruch auf die deutsche Staatsbürgerschaft.
Am 11. Juli 1990 fasste die DDR-Regierung de Maizière den „Beschluss zur vorläufigen Regelung des Aufenthaltes und des Asyls für Ausländer“. Die Neuregelung bestand neben fünf allgemeinen aus einem konkreten Punkt 6.: „Die Regierung der Deutschen Demokratischen Republik gewährt zunächst in zu begrenzendem Umfang ausländischen jüdischen Bürgern, denen Verfolgung oder Diskriminierung droht, aus humanitären Gründen Aufenthalt“. Diese Zusage wurde zwar nicht in den Vereinigungsvertrag übernommen, bildete aber die Grundlage für die bundesdeutsche Politik im Umgang mit jüdischen Flüchtlingen aus der ehemaligen Sowjetunion ab der deutschen Vereinigung.
Seit 1991 können jüdische Kontingentflüchtlinge aus der ehemaligen Sowjetunion nach Deutschland einreisen. Grundlage hierfür ist zunächst eine Verabredung zwischen Bundeskanzler Helmut Kohl und dem damaligen KPdSU-Generalsekretär Michail Gorbatschow, der sich 1988 bereit erklärte, angesichts des bevorstehenden Zerfalls der Sowjetunion Juden aus der Sowjetunion nach Deutschland ausreisen zu lassen. Infolgedessen beschloss die Innenministerkonferenz vom 9. Januar 1991, dass das HumHAG (Gesetz über Maßnahmen für im Rahmen humanitärer Hilfsaktionen aufgenommene Flüchtlinge) auf diesen Personenkreis entsprechende Anwendung findet. Das HumHAG ist durch Artikel 15 Abs. 3 Nr. 3 des Zuwanderungsgesetzes außer Kraft getreten. Juden aus der ehemaligen UdSSR außer Estland, Lettland und Litauen werden nach §23 (2) AufenthG aufgenommen.
Der Beschluss der Innenministerkonferenz wurde als eine Übereinkunft der Regierung Kohl und des Zentralrates der Juden in Deutschland getroffen.

## Beendigung der „vierten Welle“ durch Reform des Vertriebenenrechts
In einer 2003 veröffentlichten Befragung der Friedrich-Ebert-Stiftung gaben in einer Umfrage unter mehreren Hunderten als Spätaussiedler anerkannten Personen 36 % der Befragten an, sie hätten in ihren Familien Deutsch gesprochen.
Wer jetzt noch nach Deutschland aussiedeln will, muss die ausreichende Beherrschung der deutschen Sprache nachweisen. Dies wurde 2001 bei den Beratungen zur Neufassung des § 6 BVFG im Deutschen Bundestag folgendermaßen begründet: „Spätaussiedler würden kaum noch als (ehemalige) Volksdeutsche wahrgenommen werden können, wenn sie ohne Deutschkenntnisse als solche anerkannt werden könnten; außerdem würde ihre Integration zusätzlich erschwert. Denn insbesondere fehlende Deutschkenntnisse stellen sich bei den russlanddeutschen Spätaussiedlerfamilien zunehmend als starkes Hindernis für deren Integration in Deutschland heraus. Dadurch entstehen Belastungen für die Sozialhaushalte, welche vor allem dann schwer zu erklären sein werden, wenn die Anerkennung als Spätaussiedler trotz fehlender Deutschkenntnisse möglich sein soll.“
Der Gesetzgeber änderte die Rechtslage für Spätaussiedler durch Neufassung des § 6 BVFG mit Wirkung zum 7. September 2001.
Um Deutschstämmige vor allem in Polen und in Russland zum Verbleib in ihren jetzigen Wohngebieten zu motivieren, hat die Bundesregierung auf der Grundlage des § 96 BVFG ein System von Bleibehilfen entwickelt.
Die Einreise-Anträge sowohl von Deutschstämmigen als auch Kontingentflüchtlingen werden inzwischen in der deutschen Botschaft des Ausreiselandes gestellt. Die Bearbeitungszeit kann dabei bis zu einigen Jahren betragen. Angesichts der durchschnittlich schlechten und bei den meisten Antragstellern gar nicht vorhandenen Deutschkenntnisse ist die Wahrscheinlichkeit, als Spätaussiedler anerkannt zu werden, sehr gering geworden.

## Methodische Probleme
Die zentrale Frage bei der Zählung von „Russischsprachigen“ lautet: „Wer soll als russischsprachig gelten?“. In der Zahl von 6 Millionen Russischsprachigen in Deutschland werden laut Jannis Panagiotidis, 2017 noch an der Universität Osnabrück tätig, alle in Deutschland lebenden Menschen erfasst, die sich auf Russisch verständigen können, also auch ehemalige DDR-Bürger, die in der Schule Russisch gelernt haben. Die Fragen, wer von diesen Menschen Russisch als Muttersprache spricht und wer sich innerhalb seiner Familie (auch) auf Russisch verständigt, wird durch diese Zahlenangabe nicht geklärt. Zu berücksichtigen ist auch, dass nicht jeder Nicht-Deutsche aus einem Nachfolgestaat der Sowjetunion Russisch als Muttersprache spricht. Auf Georgier trifft das beispielsweise nicht zu.
Gezählt werden müssten, so Panagiotidis, vielmehr alle, die in der Sowjetunion bzw. in Russland in der Grundschule Unterricht in russischer Sprache erhalten haben. 2015 lebten rund 1,95 Millionen Menschen in Deutschland, die in der Sowjetunion oder ihren Nachfolgestaaten geboren wurden und bei der Einreise älter als zehn Jahre waren. Nur sie könne man umstandslos als „Russischsprecher“ bezeichnen, da diese Menschen systematisch Russisch gelernt hätten, und zwar von der Anlage des Unterrichts her nicht als Fremdsprache (anders als etwa ehemalige DDR-Bürger). Zu beachten ist, dass bei dieser Zählweise die Frage, ob ein Mitgezählter deutsche Vorfahren hat oder nicht, außer Acht gelassen wird, dass also alle Gezählten als „Migranten“ gelten. Diese Methode wird von einigen deutschen Volkszugehörigen heftig kritisiert. Panagiotidis hingegen setzt sich dafür ein, dass sich der Begriff „postsowjetische Migranten“ als Oberbegriff etabliert.
Die Frage, wieweit Russischkenntnisse auf die Generation derer, die nicht in der Schule Russisch gelernt haben, von ihren Eltern übertragen wurden bzw. noch werden und welches Niveau diese Kenntnisse haben, ist bislang nicht systematisch erforscht worden.
Die Betreiber des Hörfunkprogramms „Radio Golos Berlina 97.2 FM“ des Senders „Radio Russkij Berlin“, der auf der im Programmnamen enthaltenen Senderfrequenz im Großraum Berlin zu empfangen ist, betrachten die „Diaspora“ aus der ehemaligen Sowjetunion sowie Freunde der russischen Sprache ohne diesen biografischen Hintergrund als ihre Zielgruppe. Dabei erscheint es als irrelevant, aus welchem Grund jemand sich für das Programm eines Senders entschieden hat, das ausschließlich auf Russisch ausgestrahlt wird. Spätestens seit dem russischen Überfall auf die Ukraine am 24. Februar 2022 spielt die Unabhängigkeit von der russischen Regierung eine zentrale Rolle.